# Josef Schrage
Josef Schrage (* 6. Mai 1881 in Olpe; † 27. November 1953 ebenda) war ein deutscher Gewerkschaftsfunktionär und Politiker (Zentrum, CDU).

## Leben und Wirken
Josef Schrage besuchte die Volksschule in Olpe und war von 1895 bis 1911 Metallarbeiter. Ab 1916 war er hauptberuflicher Gewerkschaftssekretär des Christlichen Metallarbeiterverbandes im Bereich der Kreise Siegen und Olpe. Von 1919 bis 1928 war Schrage Verwaltungsstellenleiter der Gewerkschaft in Olpe. Von 1928 an war er dort Arbeitsamtsdirektor.
Parallel dazu war Schrage politisch im Rahmen der Zentrumspartei aktiv. Von 1919 bis 1933 war er Stadtverordneter in Olpe, er saß im Kreistag und gehörte von 1921 bis 1933 dem westfälischen Provinziallandtag an. Nach der Machtergreifung der Nationalsozialisten verlor Schrage seine Position als Arbeitsamtsdirektor und war bis zum Ende des Zweiten Weltkriegs im Vertrieb der Zeitung Tremonia (Dortmund) tätig.
1945 gehörte er nicht nur zu den Gründungsmitgliedern der CDU in Olpe, sondern spielte auch eine Rolle bei der Parteigründung in Ostwestfalen-Lippe. Nach der Befreiung war er zwischen Mai 1945 und März 1946 hauptamtlicher Bürgermeister von Olpe. Anschließend bis 1953 dann ehrenamtlicher Landrat und Kreistagsmitglied. Damit verbunden war von 1948 bis 1953 die Mitgliedschaft im nordrhein-westfälischen Landkreistag. Zwischen 1950 und 1953 war er zudem Vorsitzender der Landschaftsversammlung Westfalen-Lippe.
Außerdem gehörte Schrage 1948–1949 dem Parlamentarischen Rat an. Von 1946 bis 1953 war er Mitglied im Landtag von Nordrhein-Westfalen. Dort war er von 1947 an zunächst stellvertretender Fraktionsvorsitzender und von 1949 bis 1950 als Nachfolger von Konrad Adenauer Vorsitzender der Unionsfraktion. Von da an bis zu seinem Tod war er Ehrenvorsitzender.
Im Herbst 1953 legte er alle seine Posten nieder und starb am 27. November 1953 an den Folgen eines Hirnschlags.
Sein politisches Wirken prägte seine Enkelin Wilma Ohly geb. Steiner, die in der CDU aktiv wurde und erste Bürgermeisterin der Stadt Olpe war.

## Ehrungen
- 1951: Ehrenbürger der Stadt Olpe
- 1953: Großes Verdienstkreuz der Bundesrepublik Deutschland
- In Olpe wurde nach ihm der Landrat-Josef-Schrage-Platz direkt vor dem Kreishaus gewidmet.